# Hulitherium
Hulitherium (nombre que significa "bestia de Huli", por el pueblo Huli) es un género extinto de la familia Zygomaturidae, un marsupial que habitó en Nueva Guinea durante el Pleistoceno. El nombre de la especie tipo, H. tomasetti, es en honor de Bernard Tomasetti quien llevó los fósiles a la atención de los expertos.

## Fósiles
Hulitherium fue descrito sobre la base de un cráneo casi completo, varios dientes desprendidos, un fragmento de la mandíbula inferior, el atlas, varias vértebras cervicales, un húmero casi completo y huesos fragmentarios del miembro posterior. El esqueleto sugiere que los miembros eran altamente móviles con respecto a los de otros diprotodóntidos y que era un herbívoro ramoneador.

## Paleobiología
Hulitherium vivía en las selvas montañosas y puede haberse alimentado de bambú, quizás como un si fuera el análogo marsupial del oso panda. Fue uno de los mayores mamíferos de Nueva Guinea, con una altura de 1 metro y cerca de los 2 metros de longitud, y con un peso estimado entre 75-200 kilogramos. Flannery y Plane (1986) sugirieron que debido a que hubo pocos cambios antes del final del Pleistoceno, los humanos pueden haber sido el factor principal que los llevó a su extinción.

## Filogenia
Murray (1992) concluyó que Hulitherium está cercanamente relacionado con el género Maokopia de Nueva Guinea, y que estos dos a su vez están estrechamente relacionados con Kolopsis rotundus también de Nueva Guinea. Black y Mackness(1999) sugirieron que el clado de Hulitherium está más emparentado con el clado que abarca a Zygomaturus más otro género aún no descrito de Australia, de lo que lo está a Kolopsis.